# 迷宮事件ファイル
迷宮事件ファイル（めいきゅうじけんふぁいる、原題COLD CASE FILES ）は、アメリカ合衆国で放送されている実録犯罪ドキュメンタリー番組。日本では後にヒストリーチャンネルで第26話までが新藤明夫によるナレーションの日本語吹き替え版で放送された。やらせなど無く犯罪記録を自然のままに放送した優れた犯罪ドキュメンタリーとして数々のエミー賞を受賞した。

## 概要
ビル・カーティスとトム・ゴールデンによるプロデュースにより制作され1991年から放送開始。シリーズは2022年年現在も継続中である。殺人事件に時効が無いアメリカで解決した事件、また現在進行形の事件から当時まだ未解決事件であった黄金州の殺人鬼事件やデニス・レイダー事件などを関係者の証言を交えながらビル・カーティスとダニ・グローバーによるナレーションにより進行して行く。初期シリーズではモザイク加工した被害者の遺体写真を写しながら解説していたが、10シーズンからは遺体写真は流れなくなり代わりに再現ドラマ形式へと変化した。
日本ではヒストリーチャンネルでシーズン2までが、シーズン10、11のみがAmazonプライムビデオやHuluなどのネット配信で放映されている。日本では知名度の低いマイナーな事件が多いが、本作の中からいくつかの事件がバラエティ番組でアリス・フレミング主演の再現ドラマとして放送されている。

## キャスト
- ビル・カーティス（日本語吹き替え新藤明夫）-ナレーション/ホスト
- ダニー・グローバー-ナレーション